# Lacs de Fusine
Les lacs de Fusine (en italien : laghi di Fusine ; en frioulan : lâts di Fusinis) sont deux lacs alpins — le lac Supérieur et le lac Inférieur — situés sur le territoire de la commune de Tarvisio, en province d'Udine, dans la région autonome du Frioul-Vénétie Julienne en Italie.

## Descriptif
Les deux lacs sont localisés dans un cirque calcaire aux abords de la dorsale du pic Mezzodì du mont Mangart, à la frontière de la vallée située entre la Slovénie et l'Italie. Les lacs sont inclus dans le parc naturel des lacs de Fusine.
Le lac Supérieur, s'étendant sur 9 hectares, se trouve à 929 m d'altitude et a une profondeur maximale de 10 mètres. Le lac Inférieur, plus étendu avec 13,5 hectares, se trouve à 924 m et possède une profondeur maximale de 25 mètres. À proximité de ce dernier se trouvent également deux petites étendues d'eau dénommées les petits lacs. Le lac Supérieur alimente l'Inférieur dont l'émissaire s'écoule dans une rivière.

## Orographie
Ce sont des lacs d'origine glaciaire formés au cours de la dernière glaciation. 
En hiver, les rigueurs du froid font geler les eaux en surface dans cette zone qui est régulièrement l'une des plus froides du pays (avec un record enregistré le 6 janvier 1985 à -34 °C).